# Stridens hus
Stridens hus är det sjätte fullängds studioalbumet av det norska black metal-bandet Taake. Albumet utgavs 2014 av skivbolaget Dark Essence Records.

## Låtförteckning
1. "Gamle Norig" – 5:54
2. "Orm" – 6:43
3. "Det fins en prins" – 8:07
4. "Stank" – 6:20
5. "En sang til sand om ildebrann" – 5:06
6. "Kongsgaard bestaar" – 5:35
7. "Vinger" – 5:49

- Text och musik: Hoest

## Medverkande
Musiker (Taake-medlemmar)
- Hoest (Ørjan Stedjeberg) – sång, sologitarr, rytmgitarr, basgitarr, trummor

Bidragande musiker
- Gjermund Fredheim – okänd
- Bjoernar (Bjørnar Erevik Nilsen) – okänd
- Mr Strangeland – okänd
- Infernus (Roger Tiegs) – okänd
- V'gaimmir (Ørjan Nordvik aka V'gandr) – okänd
- Aindiachaí (Adam Michael Philip) – okänd
- Brodd (Christopher Swahn aka Tulkas) – okänd
- Hellcazzo – okänd
- V'grimnir – okänd
- Eld (Frode Kilvik) – okänd

Produktion
- Bjørnar Erevik Nilsen – producent, ljudtekniker, ljudmix
- Herbrand Larsen – mastering
- Nekrographie – omslagsdesign, omslagskonst, foto